# Flavigny-sur-Ozerain
Pour les articles homonymes, voir Flavigny et Ozerain (homonymie).
Flavigny-sur-Ozerain est une commune française située dans le département de la Côte-d'Or, en région Bourgogne-Franche-Comté.
La commune a été reçue membre, pour son vieux bourg, de l'association des Plus Beaux Villages de France, et le label officiel de « Site remarquable du goût » lui a été décerné en tant que lieu exclusif de fabrication des « Anis de Flavigny ».

## Géographie
Au cœur de l'Auxois, la cité médiévale de Flavigny-sur-Ozerain est située sur un éperon rocheux.
Flavigny fait partie de la communauté de communes Pays d'Alesia et de la Seine.

### Hydrographie
Cerné de trois rivières, l'Ozerain, qui reçoit la Recluse et le Verpant, avant de confluer avec la Brenne.

### Communes limitrophes

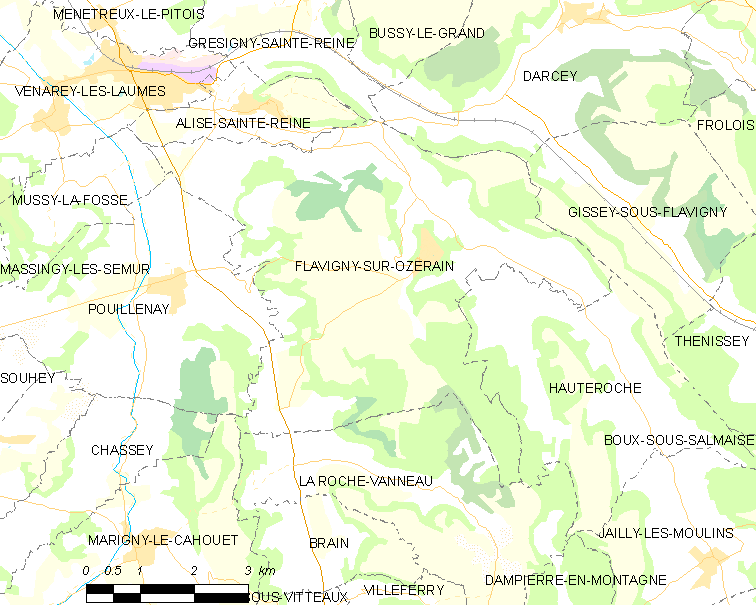
Carte de la commune de Flavigny et des proches communes.

### Climat
Pour des articles plus généraux, voir Climat de la Bourgogne-Franche-Comté et Climat de la Côte-d'Or.
En 2010, le climat de la commune est de type climat des marges montargnardes, selon une étude du Centre national de la recherche scientifique s'appuyant sur une série de données couvrant la période 1971-2000. En 2020, Météo-France publie une typologie des climats de la France métropolitaine dans laquelle la commune est exposée à un climat océanique altéré et est dans la région climatique  Lorraine, plateau de Langres, Morvan, caractérisée par un hiver rude (1,5 °C), des vents modérés et des brouillards fréquents en automne et hiver. 
Pour la période 1971-2000, la température annuelle moyenne est de 9,5 °C, avec une amplitude thermique annuelle de 15,3 °C. Le cumul annuel moyen de précipitations est de 962 mm, avec 12,8 jours de précipitations en janvier et 8,6 jours en juillet. Pour la période 1991-2020, la température moyenne annuelle observée sur la station météorologique de Météo-France la plus proche, « Semur En Auxois_sapc », sur la commune de Semur-en-Auxois à 15 km à vol d'oiseau, est de 11,2 °C et le cumul annuel moyen de précipitations est de 778,0 mm,. Pour l'avenir, les paramètres climatiques de la commune estimés pour 2050 selon différents scénarios d'émission de gaz à effet de serre sont consultables sur un site dédié publié par Météo-France en novembre 2022.

## Urbanisme

### Typologie
Au 1er janvier 2024, Flavigny-sur-Ozerain est catégorisée commune rurale à habitat dispersé, selon la nouvelle grille communale de densité à 7 niveaux définie par l'Insee en 2022.
Elle est située hors unité urbaine et hors attraction des villes,.

### Occupation des sols
L'occupation des sols de la commune, telle qu'elle ressort de la base de données européenne d’occupation biophysique des sols Corine Land Cover (CLC), est marquée par l'importance des territoires agricoles (67,7 % en 2018), une proportion identique à celle de 1990 (67,7 %). La répartition détaillée en 2018 est la suivante : prairies (36,3 %), forêts (31,4 %), terres arables (29,4 %), zones agricoles hétérogènes (2 %), zones urbanisées (0,9 %).
L'IGN met par ailleurs à disposition un outil en ligne permettant de comparer l'évolution dans le temps de l'occupation des sols de la commune (ou de territoires à des échelles différentes). Plusieurs époques sont accessibles sous forme de cartes ou photos aériennes : la carte de Cassini (XVIIIe siècle), la carte d'état-major (1820-1866) et la période actuelle (1950 à aujourd'hui).

## Histoire
En 52 avant J-C, le chef gaulois Vercingétorix dirige la rébellion et conduit une armée contre César. Vercingétorix se replie sur le mont Auxois et César établit des lignes de défense tout autour de l'oppidum, et défait les armées gauloises. Il installe l'un de ses campements militaires sur la colline de Flavigny.
Après le siège d'Alésia (oppidum situé alors sur une colline voisine) et le départ des armées romaines, le général de Jules César et vétéran romain Flavinius se voit offrir une partie de cette terre formée de la colline où sera bâtie peu après la cité de Flavianiacum, aujourd'hui commune de Flavigny-sur-Ozerain.
Le village tient aussi son origine de l'ancienne abbaye bénédictine de Flavigny fondée en 719 par Wideradus, fils du chef burgonde Corbon (peuple germano-scandinave), puis rénovée au XVe siècle par l'archevêque de Besançon Quentin Ménard, natif du lieu. La règle bénédictine écrite par saint Benoît de Nursie au VIe siècle organise la vie quotidienne des moines ; elle rythme leur temps entre la prière, le travail manuel et le travail intellectuel.
Au plus tard vers 1150 (et probablement bien avant), la ville de Flavigny appartient à l'évêché d'Autun,.
En 1188, un prieuré d'Augustins est fondé à Nailly, sur le versant Est de l'Ozerain. Il est connu comme hôpital ou maison-dieu Saint-Nicolas.
Le roi de France Philippe Auguste convoque le duc Eudes III à sa cour à Vincennes en novembre 1198. Il lui fait tenir serment de ne jamais contracter alliance avec son ennemi Richard Cœur de Lion, ni même à se marier dans son entourage ou par sa médiation. Satisfait de l’assurance que lui donne le duc, il lui offre en donation immédiate les droits qu’il détient sur l’abbaye et la cité de Flavigny devenus ainsi propriété directe des ducs de Bourgogne.
En 1488, la maison-dieu Sainte-Anne de Mont-Saint-Jean est réunie au prieuré, puis au mépart de Flavigny, et passe aux habitants de Mont-Saint-Jean en 1576,.
En 1590, Henri IV crée à Flavigny un Parlement rival de celui du Parlement de Dijon qui ne le reconnaît pas pour roi. Ainsi se rendent à Flavigny les parlementaires qui lui sont fidèles.

### Un haut lieu du catholicisme traditionaliste

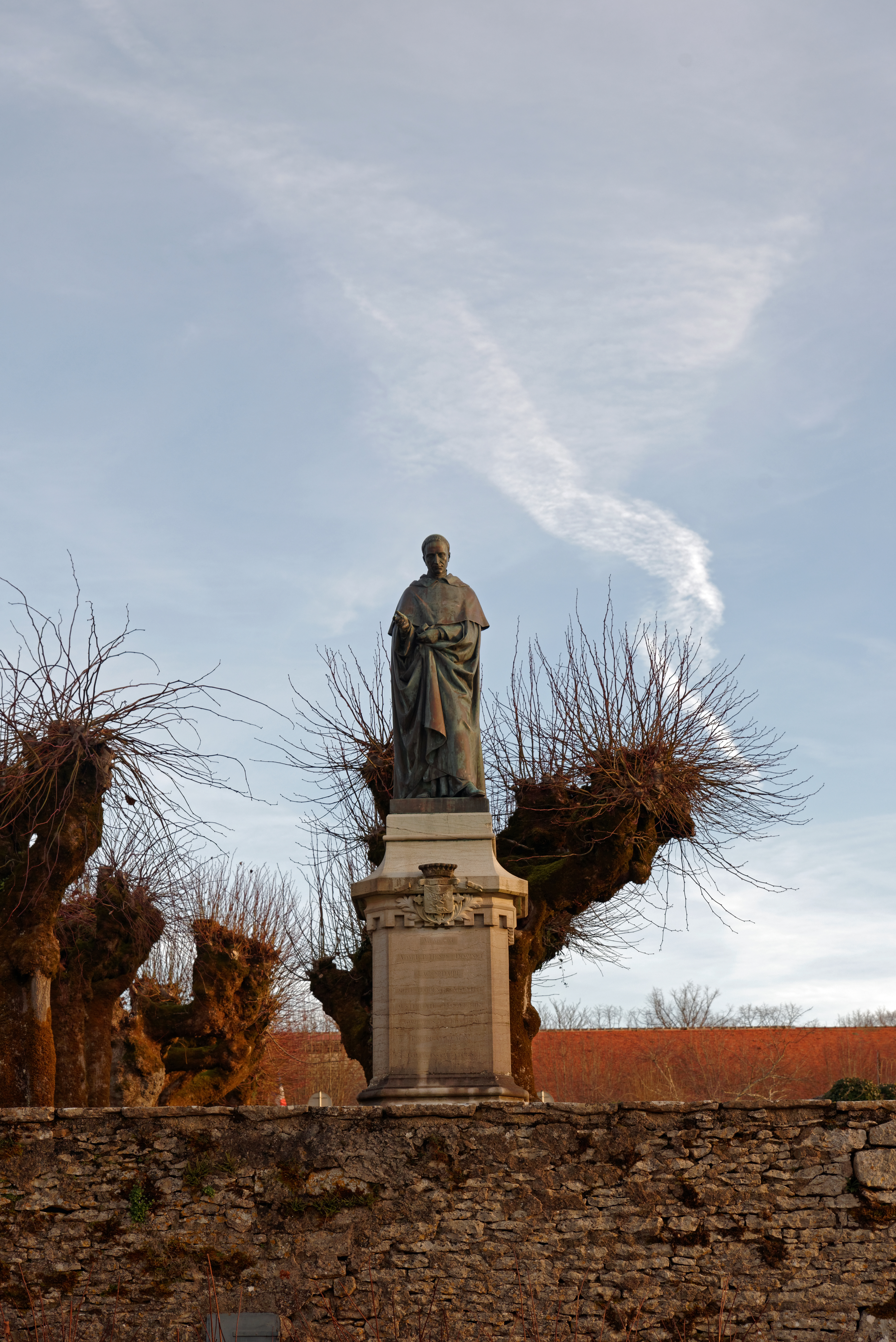
La statue d'Henri Lacordaire, dans la cour du séminaire Saint-Curé-d'Ars.

En septembre 1971, l'abbé Coache acquiert la maison Lacordaire, à Flavigny. Il y établit un centre de retraites spirituelles, puis un couvent de Petites Sœurs de saint François d'Assise, dont sa propre sœur, Mère Thérèse-Marie Coache, devient la supérieure. Le couvent est officiellement inauguré le lundi de Pâques 1972, en présence de François Ducaud-Bourget. Deux ans plus tard, et ce malgré le refus d'Albert Decourtray, Louis Coache le gratifie d'un petit séminaire. Néanmoins, celui-ci est obligé de fermer dès l'année suivante, sur ordre de la commission de sécurité départementale. En 1985, à la demande de Marcel Lefebvre, l'abbé Coache vend donc la Maison Lacordaire à la Fraternité sacerdotale Saint-Pie-X (FSSPX), qui y ouvre le séminaire Saint-Curé-d'Ars l'année suivante. Le journal le Monde, titre alors : « Le premier séminaire intégriste en France Flavigny à l'extrême droite du Seigneur ».
Parallèlement, en 1975, dom Augustin-Marie Joly, ancien saint-cyrien, acquiert l'abbaye Saint-Joseph de Clairval, à Flavigny, et y fonde l'archiconfrérie d'Issoudin, qui rassemble des bénédictins opposés aux réformes post-conciliaires dont leur ordre fait l'objet. En 1988, lors de l'« affaire des sacres », la communauté rompt avec Marcel Lefebvre, excommunié latæ sententiæ. Depuis cette date, elle dépend donc de la commission pontificale Ecclesia Dei.

## Politique et administration
| Période                                  | Période   | Identité            | Étiquette | Qualité |
| ---------------------------------------- | --------- | ------------------- | --------- | ------- |
| juin 1995                                | mars 2008 | Gérard Fontheneau   | DVD       |         |
| mars 2008                                | en cours  | Dominique Bondivena |           | Artisan |
| Les données manquantes sont à compléter. |           |                     |           |         |

## Démographie
L'évolution du nombre d'habitants est connue à travers les recensements de la population effectués dans la commune depuis 1793. Pour les communes de moins de 10 000 habitants, une enquête de recensement portant sur toute la population est réalisée tous les cinq ans, les populations de référence des années intermédiaires étant quant à elles estimées par interpolation ou extrapolation. Pour la commune, le premier recensement exhaustif entrant dans le cadre du nouveau dispositif a été réalisé en 2005.

En 2022, la commune comptait 274 habitants, en évolution de −8,97 % par rapport à 2016 (Côte-d'Or : +0,82 %, France hors Mayotte : +2,11 %).
| 1793  | 1800  | 1806  | 1821  | 1831  | 1836  | 1841  | 1846  | 1851  |
| ----- | ----- | ----- | ----- | ----- | ----- | ----- | ----- | ----- |
| 1 361 | 1 337 | 1 264 | 1 267 | 1 267 | 1 244 | 1 193 | 1 118 | 1 166 |

| 1856  | 1861  | 1866  | 1872  | 1876  | 1881  | 1886  | 1891  | 1896  |
| ----- | ----- | ----- | ----- | ----- | ----- | ----- | ----- | ----- |
| 1 165 | 1 136 | 1 111 | 1 140 | 1 212 | 1 147 | 1 080 | 1 063 | 1 045 |

| 1901 | 1906 | 1911 | 1921 | 1926 | 1931 | 1936 | 1946 | 1954 |
| ---- | ---- | ---- | ---- | ---- | ---- | ---- | ---- | ---- |
| 944  | 806  | 921  | 769  | 742  | 670  | 681  | 818  | 812  |

| 1962 | 1968 | 1975 | 1982 | 1990 | 1999 | 2005 | 2006 | 2010 |
| ---- | ---- | ---- | ---- | ---- | ---- | ---- | ---- | ---- |
| 591  | 437  | 385  | 435  | 411  | 341  | 330  | 329  | 305  |

| 2015 | 2020 | 2022 | - | - | - | - | - | - |
| ---- | ---- | ---- | - | - | - | - | - | - |
| 301  | 274  | 274  | - | - | - | - | - | - |

## Économie

### Entreprises
- Depuis 1591, Flavigny est le lieu de fabrication des Anis de Flavigny[27]. Ce sont des dragées contenant en leur cœur une graine d'anis. Fabriqués simplement avec du sucre, une graine d'anis et des arômes naturels, les Anis sont déclinés en plusieurs arômes naturels : l'anis, la violette, la menthe, le citron, la réglisse, la rose, la fleur d'oranger, le cassis, le gingembre, la mandarine. Les dragéistes successifs sont fidèles à la même recette depuis plus de quatre siècles et les Anis sont toujours fabriqués à l'abbaye Saint-Pierre. Cette fabrique artisanale et familiale a reçu le ruban bleu de l'interprofession Intersuc en 1988 et la reconnaissance des Ministères de la Culture, du Tourisme, de l'Agriculture et de l'Environnement en 1992 avec le titre de Site Remarquable du Goût. Il est possible de visiter l'atelier de dragéification au sein de l'abbaye.

### Domaine viticole
Situé en contrebas du village, le domaine viticole de Flavigny est très ancien. Il était déjà renommé en 741 et sa superficie atteignait 480 hectares en 1820, mais le phylloxera et différents facteurs économiques le font disparaître à la fin du XIXe siècle. À partir de 1994, le vignoble est replanté et les bâtiments d'une ancienne dépendance monastique sont transformés en conséquence. Celui-ci prend le nom de Flavigny-Alésia, pour valoriser la proximité du site présumé de la bataille d'Alésia, à Alise-Sainte-Reine. Plusieurs cépages sont actuellement utilisés pour produire les vins du domaine : aligoté, chardonnay et auxerrois pour les cépages blancs ; pinot noir et césar pour les cépages noirs et pinot beurot pour les cépages rosés. La commune est classée en indication géographique protégée « Coteaux de l'Auxois ».

## Culture

### Maison des Arts textiles & du design
Flavigny abrite la Maison des Arts Textiles & du Design. Elle est constituée d'un musée retraçant l'histoire du design textile (avec une bibliothèque de 1 300 ouvrages) et d'un jardin botanique composé de plantes à usages textiles.

### Cinéma
En 2000, le film américain Le Chocolat de Lasse Hallström avec Juliette Binoche, Johnny Depp…a été tourné en partie au village.

### Manifestations culturelles et festivités
- Le marché de la Saint Simon a lieu tous les ans, l'avant dernier dimanche d'octobre. Autrefois, alors que Flavigny sur Ozerain était encore chef-lieu de canton, les habitants de la région échangeaient leur production lors des marchés réguliers. Ce marché de la Saint Simon était le dernier de la saison, donc le plus important, car il permettait à chacun de faire ses réserves pour l’hiver à venir. Réactivée il y a une trentaine d'années, le marché de la Saint Simon, organisé par l'association Flavigny Animations et la commune de Flavigny sur Ozerain, a aujourd'hui pour thème : « vide-grenier, artisanat, gastronomie et produits régionaux ».
- Flavigny est le rendez-vous annuel du stage de violoncelle PontiCelli[29] pour adultes amateurs ayant au moins deux ans d'apprentissage.
- En 2020 et pour la douzième fois, aura lieu l'exposition[30] de 80 crèches réparties dans le village derrière les fenêtres des maisons.

## Lieux et monuments

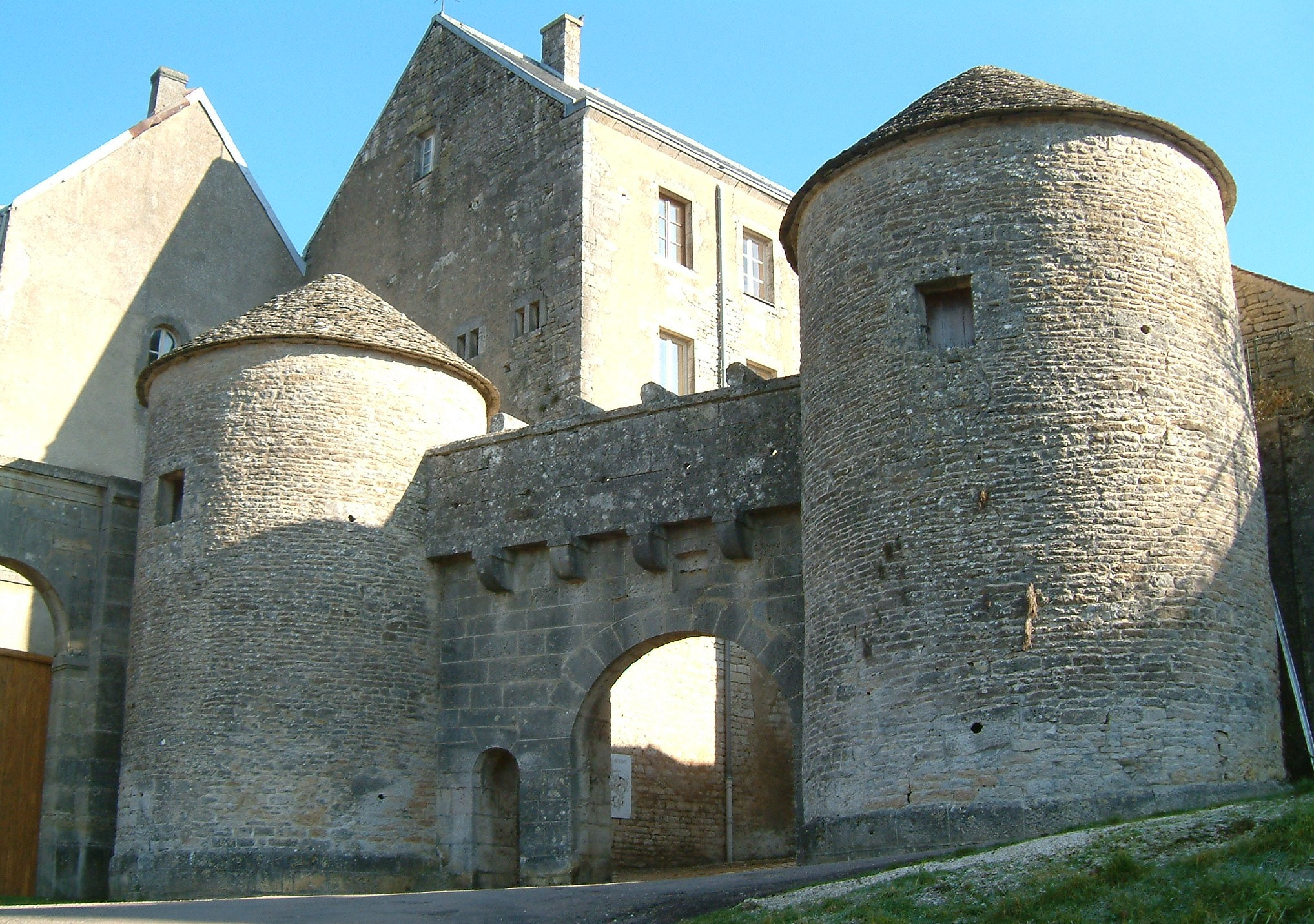
Vue de la porte du Val, l'une des portes classées par la liste de 1846.

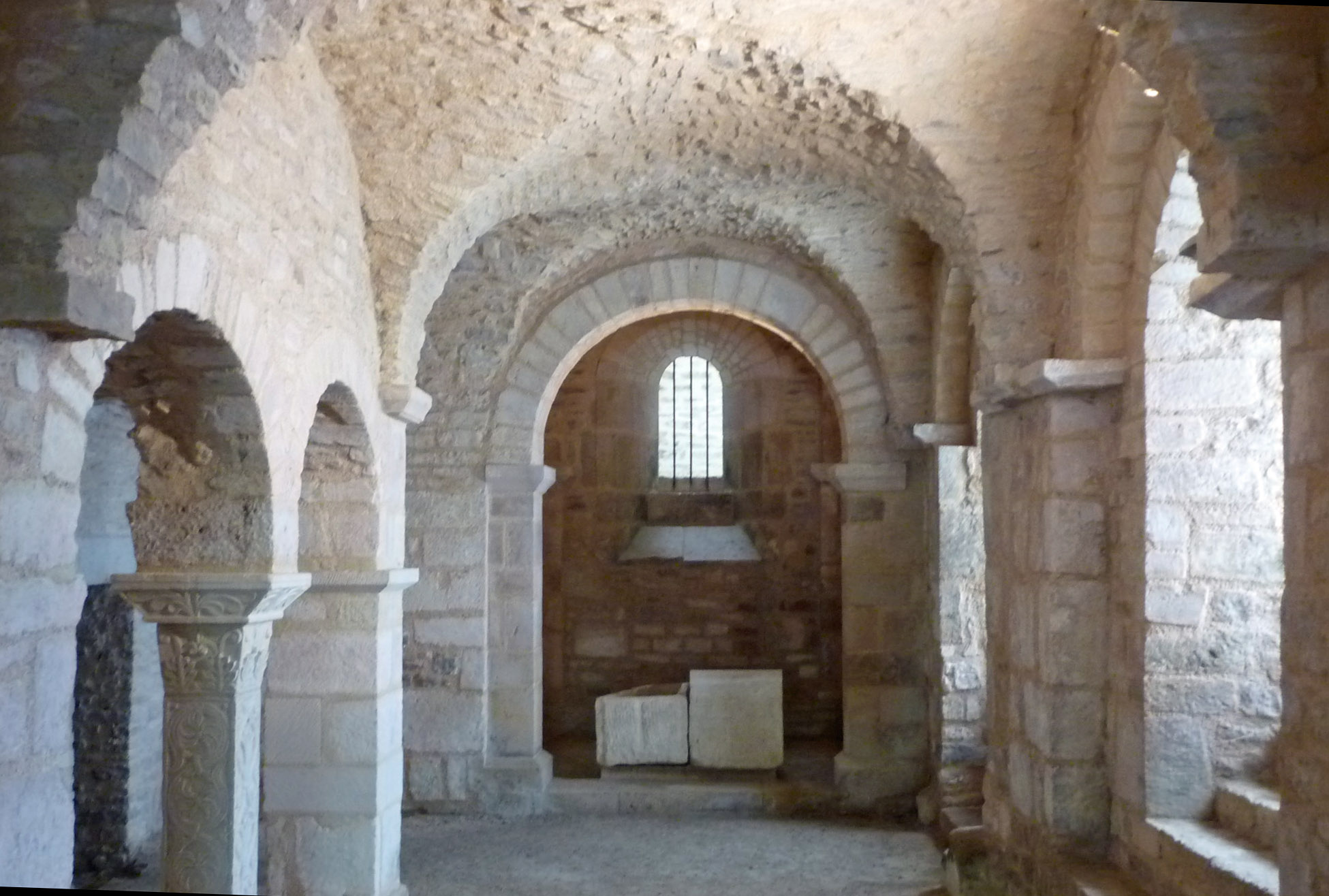
La crypte carolingienne de l'abbaye Saint-Pierre.

Religieux

### Abbaye de Flavigny
L'abbaye bénédictine Saint-Pierre, fondée à Flavigny au VIIIe siècle, a été reconstruite au XVIIe siècle. Elle comporte des vestiges d'époque carolingienne : la crypte Sainte-Reine. Il est possible de visiter la crypte carolingienne de l'abbaye.

### Église Saint-Genest
L'église Saint-Genest, édifiée au XIIIe siècle, a été remaniée aux XVe et XVIe siècles. Elle possède de remarquables stalles du XVIe siècle, une tribune centrale de style gothique et une importante statuaire.
Civils

### Hôtel particulier du marquis de Souhey
Construit en 1700, l'hôtel particulier du marquis de Souhey est aujourd'hui occupé par les moines bénédictins de l'abbaye Saint-Joseph de Clairval.

### Portes de la ville
Les portes sont classées aux Monuments historiques par la liste de 1846 sans que la plate-forme ouverte du patrimoine n'apporte aucune précision.

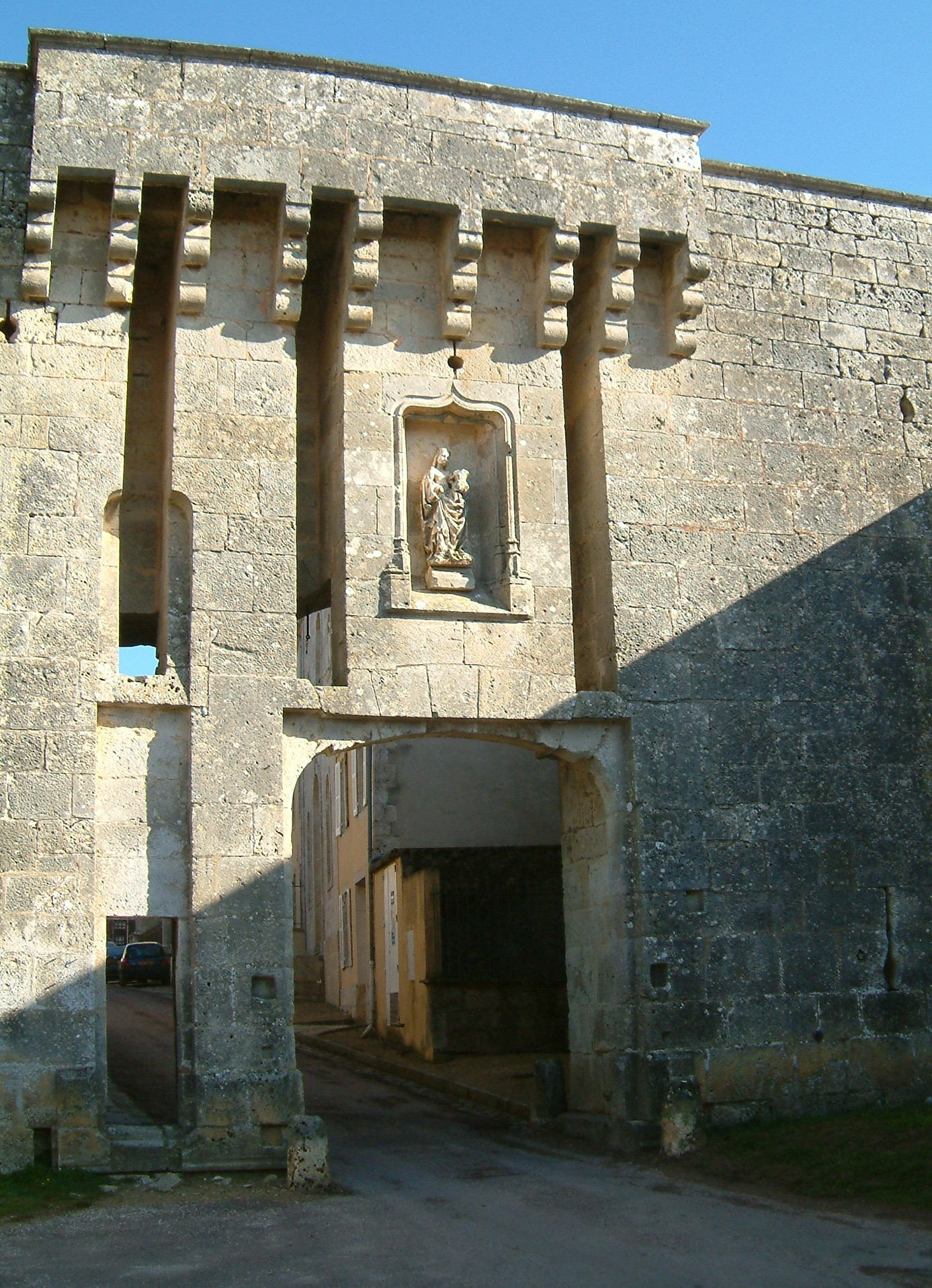
Porte du Bourg (XVe siècle).
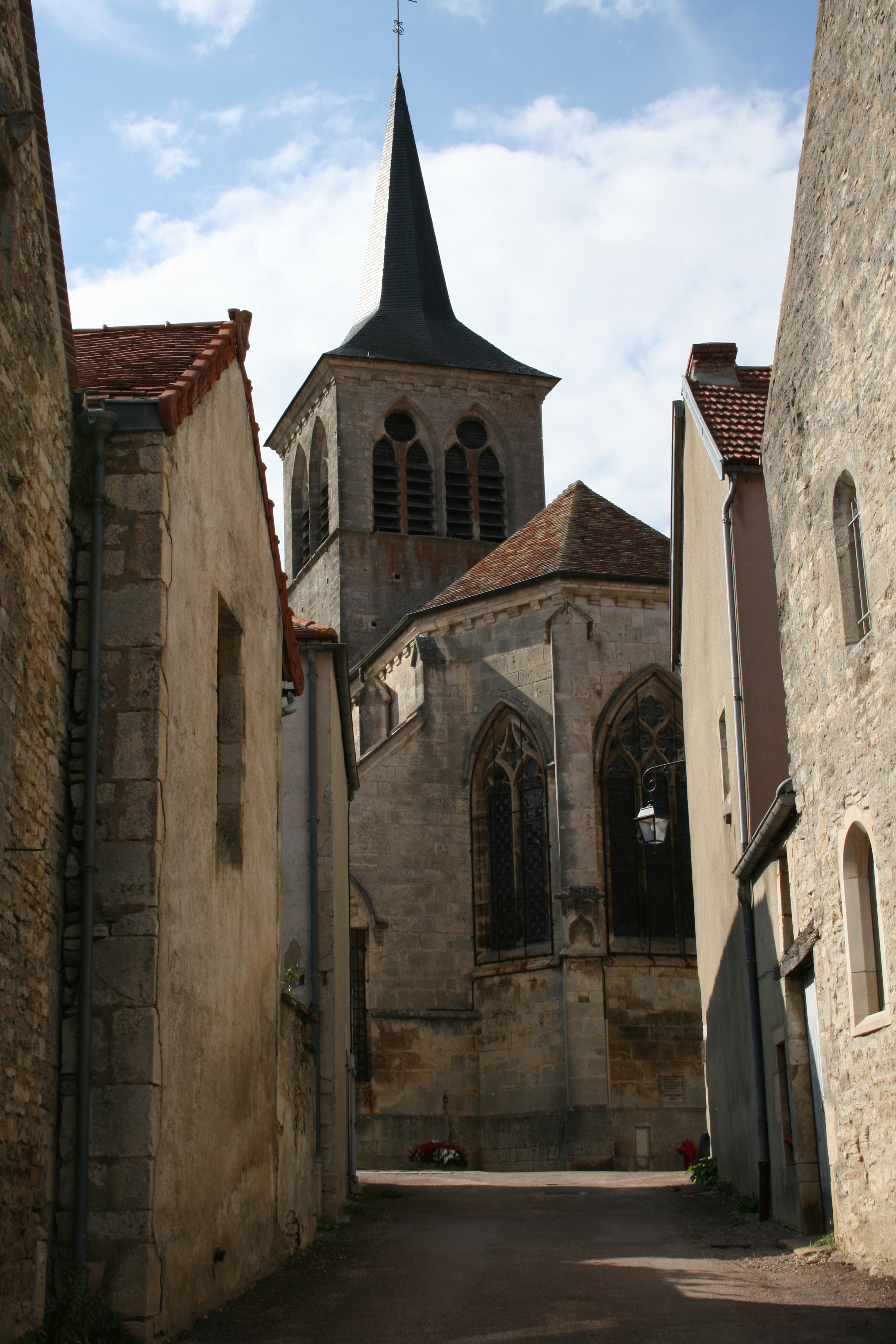
Église Saint-Genest.
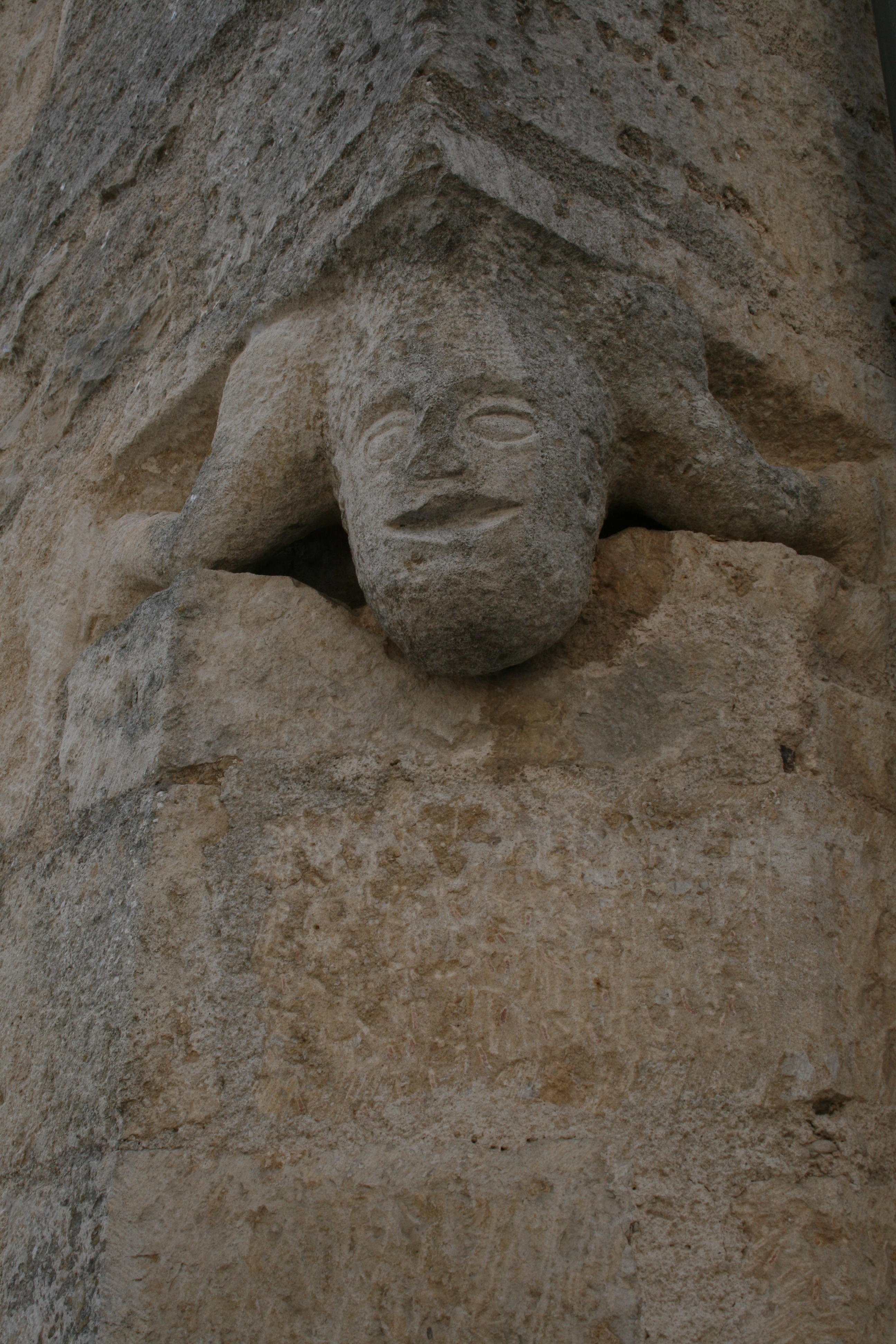
Sculpture du village.
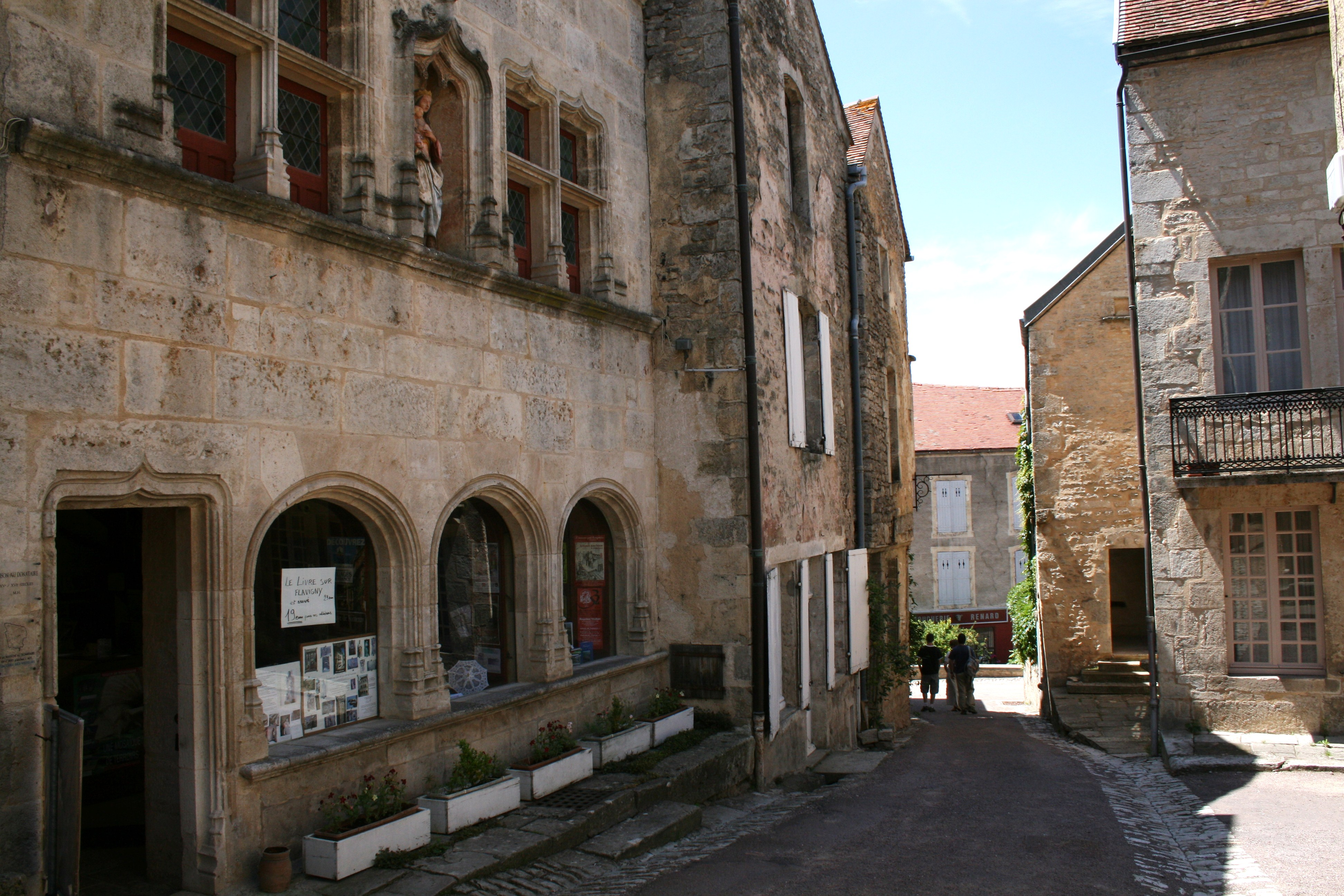
Maison au Donataire.

## Personnalités liées à la commune
- Hugues de Flavigny, né vers 1064, abbé de Flavigny vers 1096.
- Quentin Ménard (vers 1360-1440), né à Flavigny, archevêque contesté de Besançon.
- Rémy Ceillier (1688-1763), bénédictin et historien de l'Église, mort à Flavigny.
- Léon Breuil (1826-1901), sculpteur et peintre.
- Dominique-Ceslas Gonthier (1853-1917), religieux dominicain, écrivain et professeur.

## Héraldique
| Blason | Blasonnement : D'azur à la lettre F capitale couronnée d'or. |